# Per Biørn
Per Laurits Biørn (født 31. marts 1887 i Vordingborg, død 18. november 1944 i København) var en dansk operasanger (baryton).
Han debuterede i 1913 på Hofoper i Berlin som Heerrufer i Lohengrin. Fra 1917 var han ansat på Det Kongelige Teater og sang roller som Marsk Stig i Drot og Marsk, Wolfram i Tannhäuser og Germont i La Traviata. Han blev udnævnt til kongelig kammersanger i 1934 og var Ridder af Dannebrog.
Per Biørn oversatte flere operalibrettoer til dansk, bl.a. Andrea Chénier af Giordano, Fra Diavolo af Auber
Per Biørn fungerede også som sanglærer bl.a. for Else-Marie Hansen. 
Han døde for egen hånd i 1944.